# 午夜凶夢
《午夜凶夢》又稱午夜天使 ，是2011年的一部中国電影，由葉偉英導演執導，由鍾欣潼、周顯欣、黃維德、吳建飛領銜主演，屬恐怖驚悚片、犯罪片。該片將於2011年11月8日將在中國上映。

## 概要
該劇以恐怖驚悚為主要風格，以懸疑推理為主要形式，通過對一場因愛而恨的複仇所進行的逆向展示，以及一段因母愛的扭曲進而產生的噩夢的蒙太奇化演繹，為觀眾們展示了一個情節深邃詭異，而又感人肺腑的現代都市情感故事。並依靠曲折的劇情和驚悚的情節，通過片中主人公的解惑之旅，帶領觀眾與本片一起，共同經歷一場恐怖靈異與人類心理學的博弈之戰。

## 角色
- 周顯欣 飾 方蕾
- 鍾欣潼 飾 Angela
- 黃維德 飾 王權
- 吳建飛 飾 周峰
- 姚琳娜 飾 凌霄
- 關智斌 飾 李軍

## 拍攝地點
廣東省深圳市深圳華僑城、星巴克

## 幕後製作團隊
- 導演：葉偉英
- 編劇：陳廣吉